# BREEZIN'
「BREEZIN'」（ブリージン）は、Cornelius（小山田圭吾）が2006年に国内でリリースした10作目のシングルである。

## 概要
前作「MUSIC」から2ヵ月連続リリースとなった作品。東京都目黒区にある「中の橋」がジャケットおよびピクチャーレーベルになっている。2曲目の「Cue」はイエロー・マジック・オーケストラのカバー。4曲目の「Kling Klang」が30分以上あり、合計タイムが46分49秒で“よろしく”と読めるようになっている。

## 収録曲
1. Breezin'
2. Cue
3. Fit Song -The Books Remix-"eat white paint"
4. Kling Klang